# Karen Szachnazarow
Karen Gieorgijewicz Szachnazarow (ros. Карен Георгиевич Шахназаров, ur. 8 lipca 1952 w Krasnodarze) – radziecki i rosyjski reżyser, scenarzysta i producent. Syn Gieorgija Szachnazarowa.
Należy do czołówki rosyjskich twórców filmowych.

## Życiorys
W 1975 roku ukończył studia na wydziale reżyserskim WGIK-u. W 1976 roku rozpoczął pracę jako reżyser w wytwórni filmowej „Mosfilm”. W 1991 roku został dyrektorem artystycznym i przewodniczącym zarządu wytwórni filmów „Goniec” koncernu filmowego „Mosfilm”, a od 1998 roku pełni funkcję dyrektora generalnego oraz przewodniczącego zarządu koncernu filmowego „Mosfilm”.
W marcu 2014 roku podpisał list poparcia dla militarnych działań prezydenta Władimira Putina na Ukrainie.

## Filmografia

### Reżyser
- 1983 – Stworzył nas jazz
- 1985 – Zimowy wieczór w Gagrach
- 1986 – Goniec
- 1988 – Miasto Zero
- 1991 – Carobójca
- 1993 – Sny
- 1995 – Amerykańska córka
- 1998 – Pełnia księżyca
- 2000 – Trucizna albo powszechna historia zabijania
- 2001 – Światowa historia trucicielstwa
- 2002 – Gwiazda (autor projektu, producent generalny)
- 2004 – Jeździec imieniem śmierć
- 2009 – Sala nr 6
- 2012 – Biały Tygrys
- 2017 – Anna Karenina. Historia Wrońskiego
- 2023 — Chitrowka. Znak czetyrioch

## Nagrody oraz wyróżnienia
- Laureat Państwowej Nagrody Federacji Rosyjskiej
- Laureat Państwowej Nagrody RFSRR im. Braci Wasiljewych
- Laureat nagrody Leninowskiego Komsomoł
- Członek Europejskiej Akademii Filmowej